# 石杭高速动车组列车
石杭高速动车组列车是中国铁路运行于河北省省会石家庄市石家庄站及浙江省省会杭州市杭州东站的高速动车组列车，现每日开行2对列车。其中G2805/2806次列车途经河北省、河南省、安徽省、浙江省四省，列车客运乘务由上海局集团杭州客运段担当；G2815/2816次列车途经河北省、山东省、江苏省、安徽省、浙江省五省，列车客运乘务由北京局集团石家庄客运段担当。

## 历史
2020年7月1日，配合商杭客运专线开通，新增石家庄~杭州东G2805/2806次列车。并将原石家庄~安庆G2815/2816次列车运行区段调整为石家庄~杭州东，全程改经石济客专、京沪高铁、宁杭高铁运行。

## 使用列车
G2805/2806次列车使用配属于上海局集团杭州西动车运用所的CR400BF，重联运行；G2815/2816次列车使用配属于北京局集团石家庄动车运用所的CRH380AL。